# Chi Trâm bầu
Chi Trâm bầu (Combretum) tạo nên chi điển hình của họ Trâm bầu. Chi này gồm khoảng 370 loài cây gỗ và cây bụi, khoảng 300 loài có nguồn gốc từ vùng nhiệt đới và miền nam châu Phi, khoảng 5 loài ở Madagascar, khoảng 25 loài ở vùng nhiệt đới châu Á và khoảng 40 loài ở vùng nhiệt đới châu Mỹ. Chi này không có ở Úc. Mặc dù phần nào gợi nhớ đến cây liễu (Salix) trong môi trường sống của chúng, chúng không phải là họ hàng đặc biệt gần gũi của chi này.

## Sinh thái học

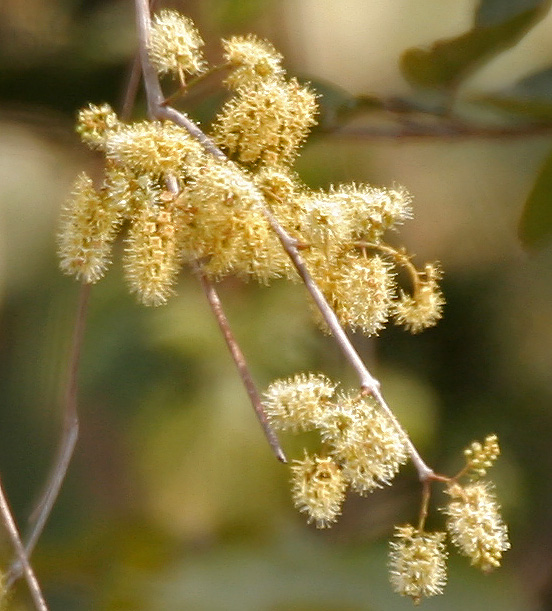
Combretum albidum ở Khu bảo tồn động vật hoang dã Kinnerasani, Andhra Pradesh, Ấn Độ

Cây trâm bầu là cây quan trọng trong môi trường sống của chúng. Các đồng cỏ ở châu Phi, đặc biệt là những loài mọc trên đất hoa cương, thường bị chi phối bởi Combretum và họ hàng gần của nó là chi Chiêu liêu. Ví dụ, C. apiculatum là một loài cây đáng chú ý trong vùng sinh thái rừng cây Angola ở lưu vực sông Kunene ở miền nam châu Phi.
Các loài khác của chi này là thành phần chính của rừng ẩm Tây Nam A-ma-dôn. Chi này chứa một số loài được thụ phấn bởi động vật có vú trừ dơi, thực sự là khá hiếm. Nhưng đa số các loài được thụ phấn thông thường hơn bởi côn trùng hoặc chim.
Typhlodromus combretum, một loài ve bét thuộc họ Phytoseiidae, được phát hiện trên một cây trâm bầu và được đặt tên theo chi này. Các động vật ăn cỏ khác ăn lá Combretum bao gồm sâu bướm của Badamia exclamationis được tìm thấy trên C. albidum, C. latifolium và C. ovalifolium; loài Bibasis sena được ghi nhận từ C. Extensum và C. latifolium.

## Sử dụng bởi con người

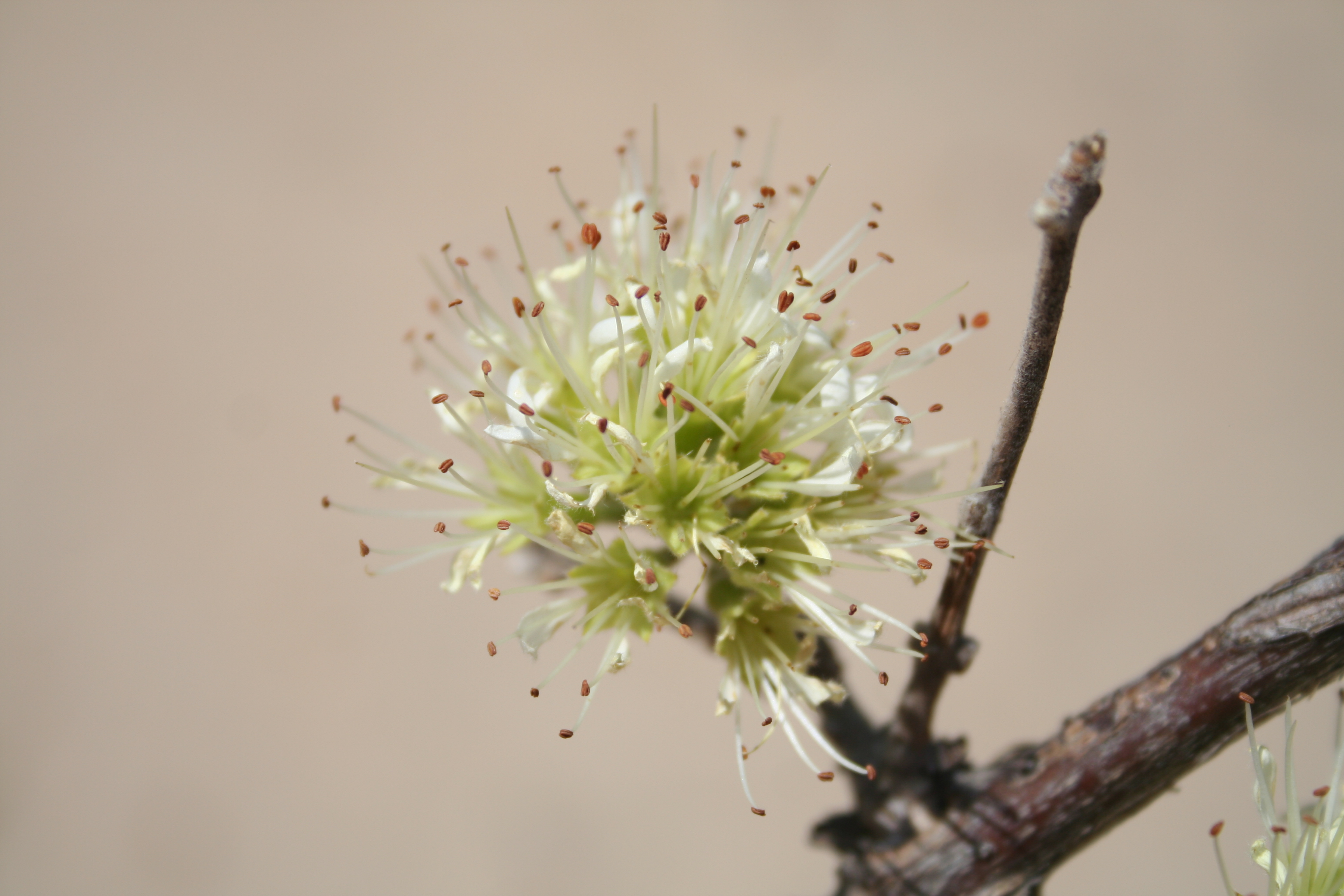
Chùm hoa Combretum aculeatum

Combretum paniculatum

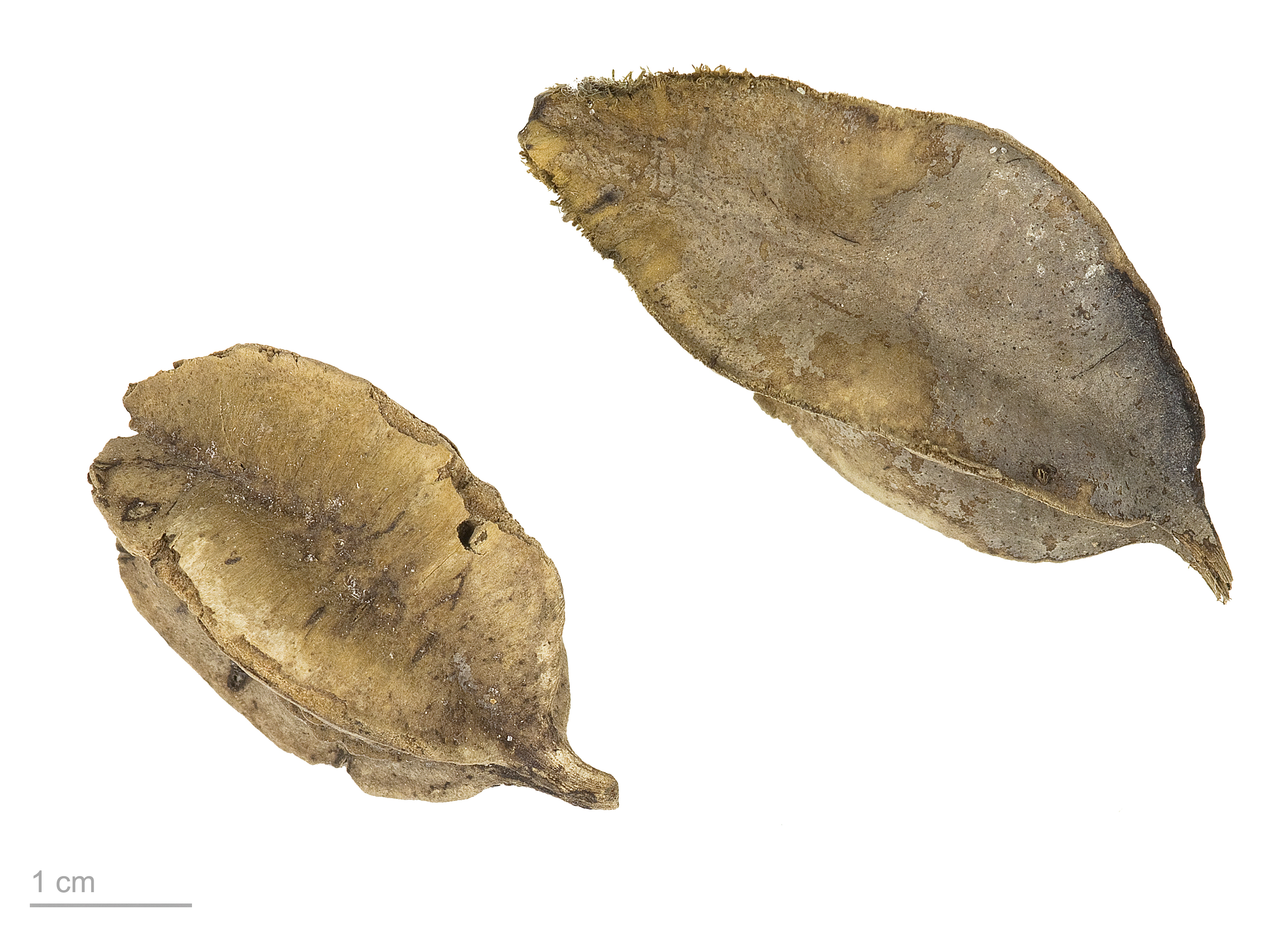
Combretum acutum - MHNT

Một số loài được sử dụng làm thuốc thảo dược Châu Phi hoặc Ấn Độ. Nhóm các hợp chất hóa học được gọi là combretastatin lần đầu tiên được phân lập từ cây trâm bầu Nam Phi (Combretum caffrum), từ đó chúng có tên như vậy. Một dẫn xuất tổng hợp, fosbretabulin dinatri (combretastatin A4 phosphat), đã trải qua nghiên cứu sơ bộ để điều trị ung thư tuyến giáp bất sản, nhưng nó không đủ hiệu quả để tiến tới các thử nghiệm tiên tiến hơn. C. molle cũng được ghi nhận có chứa chất chống oxy hóa như punicalagin, chất này cũng được tìm thấy trong quả lựu (Punica granatum), một loài thực vật có họ hàng.
Nhà thực vật học George Don đã nghiên cứu sâu rộng về chi này. Sông Luvuvhu ở miền nam châu Phi được đặt theo tên của loài cây trâm bầu (C. erythrophyllum) của sông, địa phương gọi là muvuvhu.

## Các loài được chọn
| - Combretum aculeatum - Combretum albidum - Combretum albopunctatum Suesseng. - Combretum apiculatum Sond. - Combretum apiculatum ssp. apiculatum - Combretum apiculatum var. leutweinii (Schinz) Exell - Combretum bracteosum (Hochst.) Brandis - Combretum caffrum – South African Bushwillow - Combretum celastroides Welw. ex Laws. - Combretum coccineum - Combretum collinum Fresen. - Combretum collinum ssp. gazense (Swynn. & Bak.f.) Okafor - Combretum collinum ssp. ondongense (Engl. & Diels) Okafor - Combretum collinum ssp. suluense (Engl. & Diels) Okafor - Combretum collinum ssp. taborense (Engl.) Okafor - Combretum comosum - Combretum constrictum (Benth.) M.A.Lawson - Combretum decandrum - Combretum dolchipeles - Combretum edwardsii – Forest Climbing Bushwillow, Natal Combretum - Combretum elaeagnoides Klotzsch - Combretum elegans Camb. - Combretum engleri Schinz - Combretum erythrophyllum (Burch.) Sond. – River Bushwillow, muvuvhu (Venda) - Combretum extensum - Combretum flagrocarpum - Combretum fragrans F.Hoffm. - Combretum fruticosum (Loefl.) Stuntz, type species - Combretum ghasalense - Combretum grandiflorum - Combretum gueinzii Sond. - Combretum hereroense Schinz | - Combretum holstii Engl. - Combretum imberbe – Leadwood Tree - Combretum indicum - Combretum kraussii Hochst. - Combretum latifolium - Combretum lanceolatum Pohl. - Combretum laxum - Combretum leprosum Mart. - Combretum llewelynii - Combretum micranthum – Kinkeliba - Combretum microphyllum - Combretum moggii Exell - Combretum molle R.Br. ex G.Don - Combretum monetaria Mart. - Combretum mossambicense - Combretum nelsonii Duemmer - Combretum obovatum F.Hoffm. - Combretum ovalifolium - Combretum padoides – Thicket Bushwillow - Combretum paniculatum Vent. (= C. microphyllum) - Combretum petrophilum Retief - Combretum pisoniiflorum (Klotzsch) Engl. - Combretum platypterum - Combretum psidioides Welw. - Combretum psidioides ssp. dinteri (Schinz) Engl. - Combretum psidioides ssp. psidioides - Combretum quadrangulare - Combretum racemosum - Combretum rupicola - Combretum schumannii Engl. - Combretum trifoliatum - Combretum vendae Van Wyk - Combretum wattii Exell - Combretum woodii Duemmer - Combretum zeyheri Sond. |